# Modraszkowate
Modraszkowate (Lycaenidae) − rodzina motyli dziennych, licząca około 6000 gatunków (z czego na terenie Polski wykazano 49 gatunków). Są to motyle małe lub średniej wielkości (od 1,5 cm do 8 cm rozpiętości skrzydeł), występujące we wszystkich zoogeograficznych krainach świata.
Do modraszkowatych należą następujące podrodziny:
- Theclinae – ogończyki
- Polyommatinae – modraszki
- Lycaeninae – czerwończyki
- Liphyrinae
- Lipteninae
- Poritiinae
- Miletinae
- Ogyrinae
- Curetinae

Trzy pierwsze występują w Europie, w tym i w Polsce. Jednym z najliczniejszych motyli żyjących w Europie jest modraszek ikar (Polyommatus icarus).
Duża liczba gatunków modraszkowatych ma metalicznie ubarwiony wierzch skrzydeł – zazwyczaj w barwach niebieskich, niebieskofioletowych, czerwonopomarańczowych i złocistych. Częsty jest też kolor brunatny, zwłaszcza u samic z podrodziny modraszków Polyommatinae. Na skrzydle tylnym często występują ogonki (charakterystyczne szczególnie dla ogończyków).
Gąsienice modraszkowatych kształtem przypominają stonogi – są spłaszczone i zwężające się na końcach, zielone lub brązowe. Rośliny żywicielskie modraszkowatych są różnorodne, od drzew i krzewów (preferowanych przez ogończyki) po zielne, jak np. szczaw. Gąsienice pewnych gatunków (np. modraszek arion Maculinea arion) żyją w mrowiskach odżywiając się larwami i jajami mrówek, inne bytując na roślinach żywicielskich są przez mrówki chronione w zamian za słodką wydzielinę produkowaną przez specjalne gruczoły na grzbiecie. Poczwarki są krępe i krótkie, przymocowane do liścia rośliny żywicielskiej jedwabną nicią.